# Distrito de Tayabamba
El distrito de Tayabamba es uno de los trece que conforman la provincia de Pataz, ubicada en el departamento de La Libertad en el Norte del Perú.
Desde el punto de vista jerárquico de la Iglesia católica forma parte de la Prelatura de Huamachuco.

## Historia

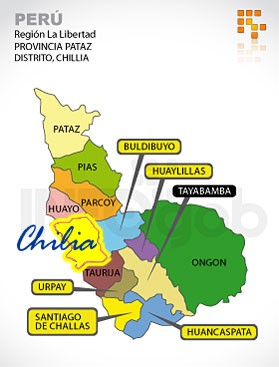
Mapa político de la provincia de Pataz con el distrito de Tayabamba.

Manuel Paredes Viera, fundó el club Sport Tayabamba, club que le dio muchos triunfos a Tayabamba, mando imprimir 200 libros del poeta Samuel Zavaleta Montero en 1936, entre ellos el libro "Nidos del cóndor de acero" para lo cual formó una comisiòn de notables, amplió el estadio municipal, entre otras obras que se recuerdan.[cita requerida]

## Geografía
De relieve accidentado, por la influencia de la Cordillera de los Andes, abarca una superficie de 339,13 km².

## Autoridades

### Municipales
- 2019 - 2022[2]
  - Alcalde: Omar Armando Iparraguirre Espinoza, de Alianza para el Progreso.
  - Regidores:

  1. Eddy Moisés Caballero Vidal (Alianza para el Progreso)
  2. Segundo Tito Acosta Caballero (Alianza para el Progreso)
  3. Santos Cristino Leyva Domínguez (Alianza para el Progreso)
  4. Pablo López Quiroz (Alianza para el Progreso)
  5. Janeth Liliana Ruiz Iparraguirre (Alianza para el Progreso)
  6. Dennis Lening Escudero Flores (Alianza para el Progreso)
  7. Carlos Marino Castañeda Chávez (Democracia Directa)
  8. Belsy Margot Lecca Flores (Democracia Directa)
  9. José Aquiles Romero Ponte (Acción Popular)

### Policiales
- Comisario: Mayor PNP.

## Fiesta Patronal en honor a santo Toribio de Mogrovejo
El obispo español santo Toribio de Mogrovejo, visitó las tierras de Tayabamba, ingresando por el sur, desde Ancash para luego seguir su recorrido a pie hasta llegar hacia Tayabamba. Por todo el recorrido cuentan los mitos que el misionero español hacía muchos milagros, que a la vez la gente regalaba muchas ofrendas a Toribio de Mogrovejo, de los cuales se sabe que el santo recibió por ofrenda una estatua de un toro de oro, la cual hoy en día es exhibida en el altar de la imagen de santo Toribio, en la iglesia matriz de Tayabamba.
La fiesta patronal del mes de abril se realiza en homenaje al recorrido que hiciera santo Toribio de Mogrovejo por las tierras tayabambinas. Esta fiesta representa un recorrido de santo Toribio que continuaba hacia las tierras de la región de San Martín, la cual haría su paso por el pueblo antiguo de Collay. Cada año se representa este recorrido, llevando en hombros la imagen de santo Toribio rumbo a Collay. Fieles devotos que vienen de diferentes lugares acompañan este acto religioso que es muy representativo en la provincia de Pataz. Este recorrido es acompañado por orquestas musicales denominadas las bandas de música que en ritmo de procesión la imagen de Santo Toribio es llevada en hombros en una anda hacia Pegoy, por más de una hora de recorrido. También es tradición que las familias católicas preparen grandes porciones de comida para compartir con los visitantes en el lugar llamado Pegoy, lugar donde la gente de Collay fue al encuentro y el santo hizo un descanso, en Pegoy Toribio compartió con los lugareños un almuerzo campestre; la cual se supone que los pobladores llevarían sus productos de la zona para compartir y recepcionar a Toribio de Mogrovejo.
Este acto religioso es muy tradicional en la ciudad de Tayabamba, todos los años los pobladores en Pegoy, comen y comparten sus platos típicos como el cuy picante con papa, la habas verdes hervidas (o shinti de habas), el ceviche de pollo, el choclo; es un almuerzo campestre masivo donde se calcula que participan más de 1000 familias de la ciudad de Tayabamaba y el pueblo de Collay, como también turistas y visitantes tayabambinos que vuelven a su lugar de origen para recordar y compartir sus tradiciones y costumbres. También es común que el día 24 de abril la gente baile al ritmo de la banda de músicos y consuman la tradicional chicha de jora. Este día termina con el atardecer, continuando su recorrido de la imagen de santo Toribio junto a su homólogo, el otro santo del pueblo de collay, que lo acompaña hasta la iglesia de Collay.